# Glypta sierrae
Glypta sierrae là một loài tò vò trong họ Ichneumonidae.